# Wiesen (Oostenrijk)
Wiesen is een gemeente in de Oostenrijkse deelstaat Burgenland, gelegen in het district Mattersburg (MA). De gemeente heeft ongeveer 2800 inwoners.

## Geografie
Wiesen heeft een oppervlakte van 18,9 km². Het ligt in het uiterste oosten van het land, tussen Bad Sauerbrunn en Forchtenstein.
Antau · Bad Sauerbrunn · Baumgarten · Draßburg · Forchtenstein · Hirm · Krensdorf · Loipersbach · Marz · Mattersburg · Neudörfl · Pöttelsdorf · Pöttsching · Rohrbach bei Mattersburg · Schattendorf · Sieggraben · Sigleß · Wiesen · Zemendorf-Stöttera
- Gemeinsame Normdatei: 4252519-6
- MusicBrainz: 64a9fe54-f27c-43df-bd59-cd53b89f2f63
- Nationale Bibliotheek van Israël: 987011252643305171